# Lądowisko Katowice-GCZD
Lądowisko Katowice-GCZD – lądowisko sanitarne w Katowicach, w województwie śląskim, położone przy ul. Medyków 16. Przeznaczone jest do wykonywania startów i lądowań śmigłowców sanitarnych i ratowniczych o dopuszczalnej masie startowej do 5700 kg w dzień i w nocy.
Zarządzającym lądowiskiem jest Górnośląskie Centrum Zdrowia Dziecka im. Jana Pawła II Samodzielny Publiczny Szpital Kliniczny nr 6 Śląskiego Uniwersytetu Medycznego w Katowicach. W roku 2013 zostało wpisane do ewidencji lądowisk Urzędu Lotnictwa Cywilnego pod numerem 245